# Fufius annulipes
Fufius annulipes är en spindelart som först beskrevs av Cândido Firmino de Mello-Leitão 1941. 
Fufius annulipes ingår i släktet Fufius och familjen Cyrtaucheniidae. Artens utbredningsområde är Colombia. Inga underarter finns listade i Catalogue of Life.